# Евангелия Дзамбази
Евангелия Дзамбази (на гръцки: Ευαγγελία Τζαμπάζη) е гръцка политичка от Общогръцкото социалистическо движение (ПАСОК), депутат в Европейския парламент от 2004 година до 2009 година от ПАСОК, Партията на европейските социалисти.

## Биография
Родена е на 5 октомври 1960 година в македонския град Сяр, Гърция. В 1981 година завършва бизнес мениджмънт и маркетинг. Работи в Държавния театър на Северна Гърция в Солун от 1981 до 1986 година. След това от 1997 до 2000 година е в компания, доставяща ортопедични материали, като от 2001 до 2004 година управлява собствена такава компания.
В 1984 година влиза в ПАСОК в солунския квартал Агия Триада. Членка е на Всегръцкия съюз на параплегиците, на Гръцката национална федерация на хората с намалена подвижност и на Гръцката национална конфедерация на хората с увреждания. Занимава се и със спорт за хора с увреждания и е членка на Гръцкия параолимпийски комитет, председателка на спортното дружество „Термайкос АМЕА“.
От 2004 до 2009 година е избрана от ПАСОК за депутатка в Шестия Европейски парламент.
В периода от 21 юли 2004 до 14 януари 2007 година е членка на Комисията по околната среда, здравеопазването и безопасността на храните, от 15 септември 2004 до 31 декември 2006 - на Делегацията в Съвместния парламентарен комитет ЕС - България, от 15 януари 2007 до 30 януари 2007 - на Комисията по околната среда, здравеопазването и безопасността на храните, от 31 януари 2007 до 13 юли 2009 - на Комисията по околна среда, обществено здраве и безопасност на храните, а от 15 март 2007 година до 13 юли 2009 година - на Делегацията за връзки с Австралия и Нова Зеландия.